# Erich Paats

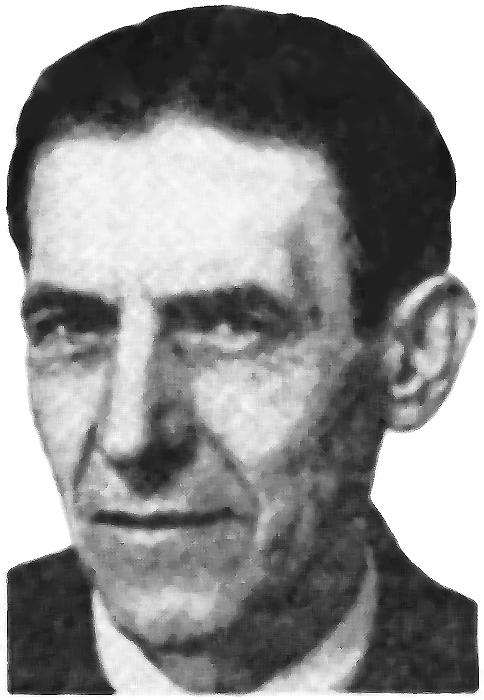
Erich Paats

Erich Paats (* 11. Oktober 1900 in Barmen; † 14. Dezember 1949 in Hannover) war ein deutscher Politiker (KPD) und Mitglied des Niedersächsischen Landtages.

## Leben
Erich Paats arbeitete als Dreher und war Betriebsratsvorsitzender bei Continental. Er war für die KPD im Bezirk Hainholz/Vahrenwald aktiv. Paats war Mitglied der Kreis- und der Landesleitung der KPD. Er ist bei einem Autounfall ums Leben gekommen.
Vom 20. April 1947 bis 14. Dezember 1949 war er Mitglied des Niedersächsischen Landtages (1. Wahlperiode).